# 梅花村惨案遗址
梅花村惨案遗址，位于中国河北省石家庄市藁城区梅花镇梅花村，为省级文物保护单位，类型为近现代文物，公布时间为1982年7月23日。
梅花村惨案遗址的历史年代为1939年，是为了纪念1937年10月侵华日军在梅花镇制造的大屠杀事件而设立的。